# Vaunthompsonia minor
Vaunthompsonia minor is een zeekommasoort uit de familie van de Bodotriidae. De wetenschappelijke naam van de soort is voor het eerst geldig gepubliceerd in 1944 door Zimmer.